# Pentacon

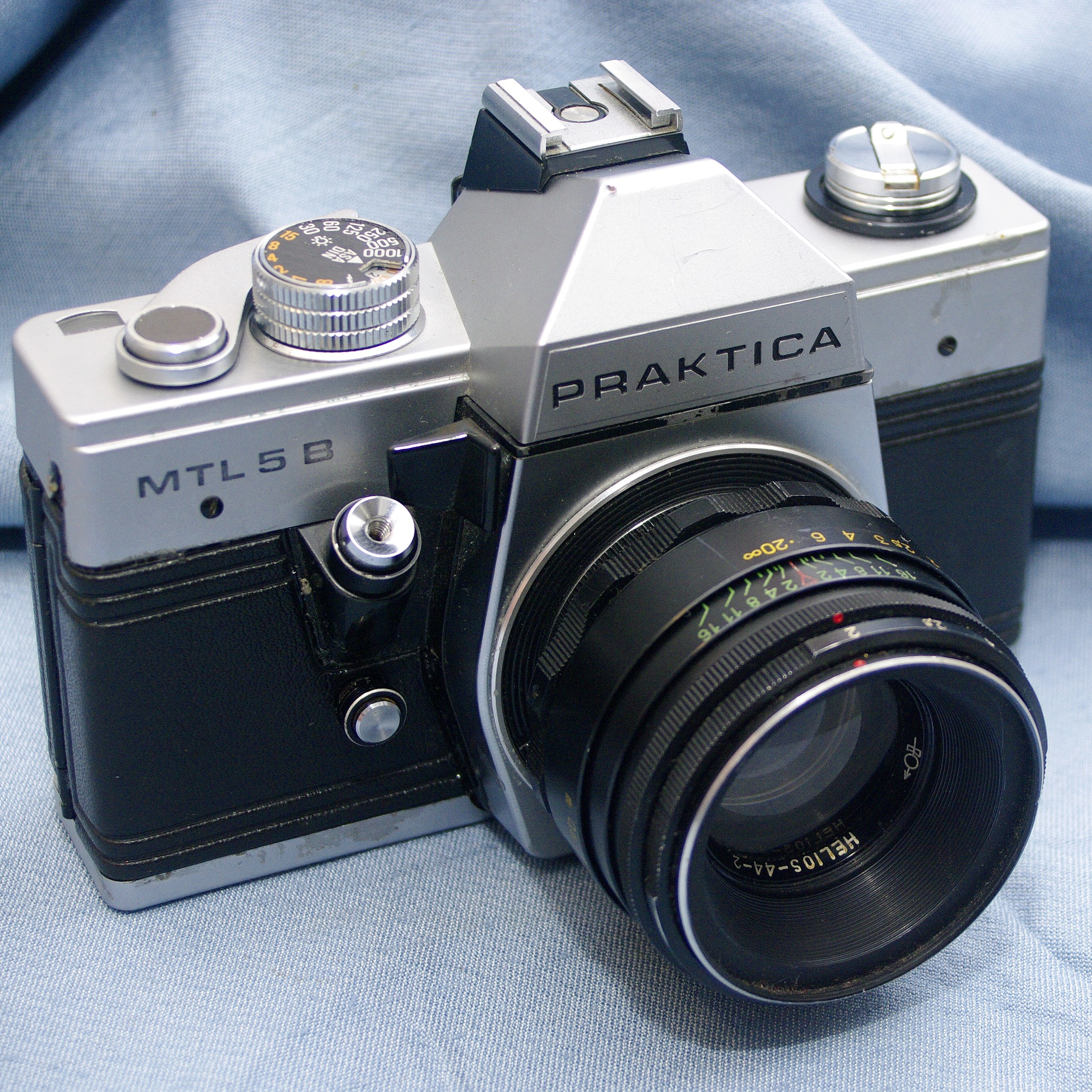
Fotocamera Praktica MTL 5 B (1985 - 1989)

Pentacon è un'azienda tedesca che produceva sia macchine fotografiche per i formati 135 e 120, sia cineprese e proiettori per il passo ridotto. Produce fotocamere digitali, videocamere, scanner e apparecchiature di precisione per il controllo della qualità nell'industria.

## Storia
La storia della Pentacon è collegata a quella della Zeiss Ikon che, dopo la seconda guerra mondiale, si trovò divisa fra Germania Ovest e Germania Est, trovandosi in quest'ultima gli stabilimenti ubicati nelle città di Jena e Dresda.
Nel 1959, dall'unione di alcune aziende foto-cinematografiche dell'area di Dresda, tra le quali la Certo-Kamera-Werk Dresden, nacque la "VEB Kamera und Kinowerke Dresden", che nel 1964 prese il nome Pentacon, ricavato dall'unione della parola "pentaprisma" (usato nelle fotocamere reflex monobiettivo) e dal marchio di fotocamere Contax, che apparteneva al predecessore di VEB PENTACON fino a poco dopo la fine della guerra.
Nel 1990, anno della riunificazione tedesca, l'azienda fu messa in liquidazione e parti di essa furono acquistate dal produttore di ottiche Schneider Kreuznach; nel 1997 fu creata l'attuale "Pentacon GmbH".
Gli apparecchi più noti realizzati dalla Pentacon sono le reflex monobiettivo "Praktica" (destinate al formato 24x36) e "Pentacon Six" (per il formato 6x6).